# Oryza meyeriana
Oryza meyeriana là một loài thực vật có hoa trong họ Hòa thảo. Loài này được (Zoll. & Moritzi) Baill. mô tả khoa học đầu tiên năm 1894.